# Дилбок-Ізвор
Дилбо́к-І́звор (болг. Дълбок извор) — село в Пловдивській області Болгарії. Входить до складу общини Пирвомай.

## Населення
За даними перепису населення 2011 року у селі проживали 1442 особи.
Національний склад населення села:
| Національність   | Кількість осіб | Відсоток |
| ---------------- | -------------- | -------- |
| болгари          | 1185           | 89,4%    |
| цигани           | 125            | 9,4%     |
| не визначились   | 8              | 0,6%     |
| Всього відповіли | 1326           |          |

Розподіл населення за віком у 2011 році:
Динаміка населення: